# Taeniaptera nigritarsis
Taeniaptera nigritarsis är en tvåvingeart som först beskrevs av Macquart 1848.  Taeniaptera nigritarsis ingår i släktet Taeniaptera och familjen skridflugor. Inga underarter finns listade i Catalogue of Life.